# Dichroma
Dichroma là một chi bướm đêm thuộc họ Geometridae.